# De Eecloonaar (weekblad)

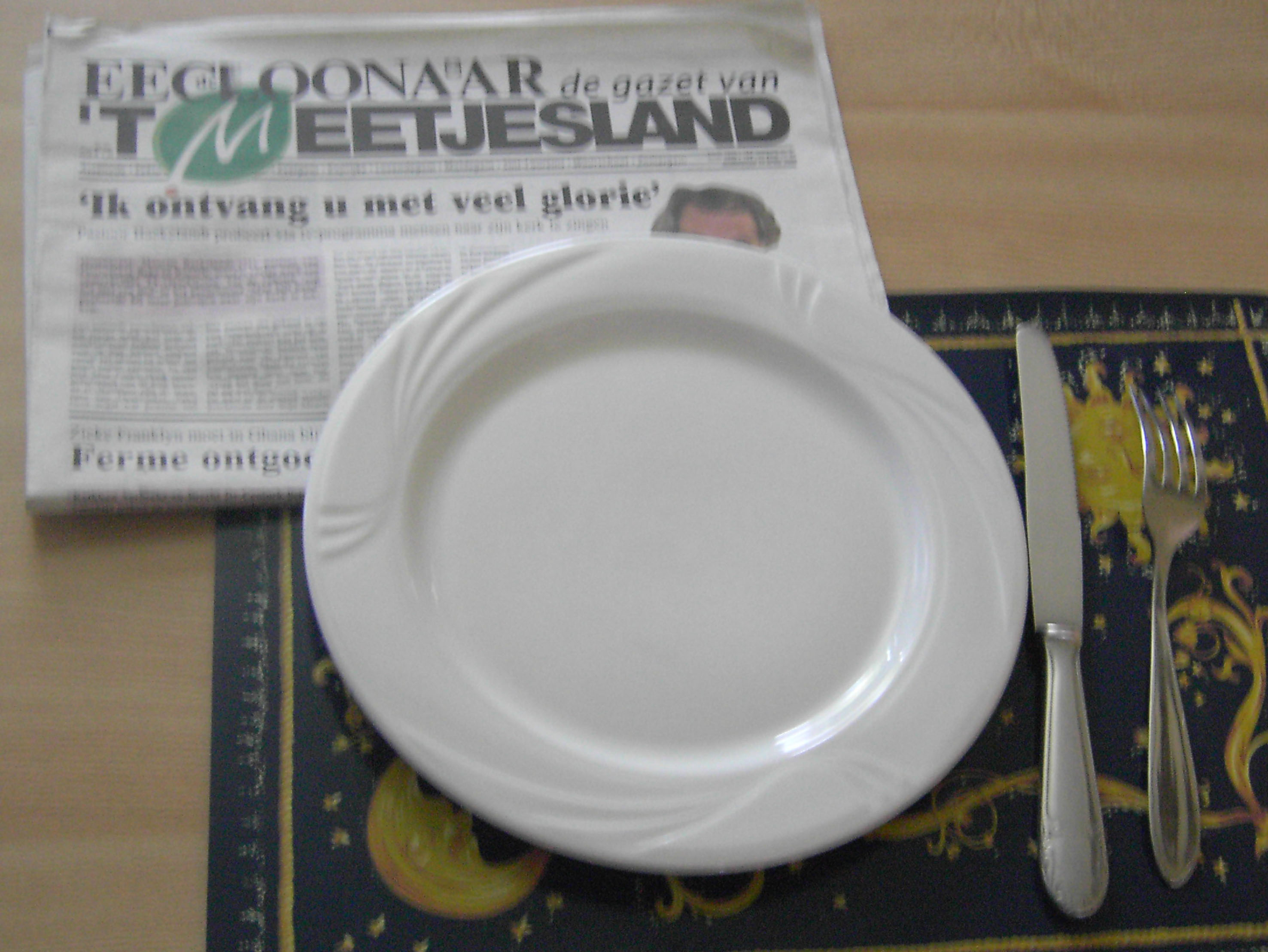
Het nummer van 24 april 2008

De Eecloonaar is een voormalig regionaal weekblad voor Eeklo en het Meetjesland en was bij het ter ziele gaan in 2009 het oudste nog bestaande weekblad van België. Het verscheen voor het eerst op 1 januari 1849.
Vanaf maart 2005 verscheen het blad in vierkleurendruk en droeg het de ondertitel Gazet van 't Meetjesland. Die ondertitel geeft duidelijk weer in welke richting het weekblad de laatste jaren evolueerde. Van een weekblad met een beperkte omvang en een sterke nadruk op Eeklo (alhoewel er aardig wat nationaal en internationaal nieuws werd overgenomen uit andere media) groeide weekblad De Eecloonaar uit tot een krant van gemiddeld 36 pagina's met een gevarieerd nieuwsaanbod over het gehele Meetjesland.
Aan het weekblad werkten wekelijks zo'n dertig vaste medewerkers mee. Michel De Sutter was tot bijna het eind de uitgever, Geert Willemarck was de laatste hoofdredacteur. De oplage bedroeg ongeveer 7000 exemplaren. Het weekblad was tot 2008 een uitgave van de gelijknamige drukkerij-uitgeverij, die ook naam maakte als uitgever van wielerboeken.

## Overname
In 2008 werd De Eecloonaar overgenomen door de Eeklose uitgeverij Taptoe. De dagelijkse leiding kwam in handen van Michel Calewaert, die eerder al de vastgoedprojecten van Piet De Baets, eigenaar van Taptoe, onder zijn hoede had. De Eecloonaar zocht al langere tijd naar een overnemer, omdat er binnen de eigenaarsfamilie De Sutter (sedert 1928) geen opvolger kon worden gevonden.
De redactie en de zetterij van zowel Taptoe Meetjesland als de adressengidsen De Klapper en De Flapuit (De Baets) verhuisden van de te klein geworden behuizing in de Stationsstraat (boven de Standaard Boekhandel) naar de gerenoveerde Quercus-site aan de Molenstraat in Eeklo. Vanaf 22 april 2009 verscheen De Eecloonaar niet langer als een zelfstandige publicatie. Vanaf die datum was het weekblad herleid tot een bijlage van gemiddeld acht pagina's dik van het gratis huis-aan-huisblad Taptoe. Sinds juni 2009 verschijnt die bijlage onder de titel Weeknieuws van het Meetjesland. De benaming De Eecloonaar duikt wel nog op in de extra dikke edities van Taptoe die jaarlijks vier keer verschijnen in een ruimere regio.
Zes jaar later stond De Sutter er echter opnieuw, ditmaal met zijn dochters met een weekblad dat De Meetjeslander heette – een nieuwe formule waarmee hij het gat dat overbleef na het verdwijnen van zijn geliefde Eecloonaar opnieuw dacht te kunnen opvullen. Op meerdere niveaus werd het hiaat dat ontstond toen De Baets het bedrijf overnam nooit opgevuld. Met de oprichting van De Meetjeslander wilde De Sutter opnieuw inspelen op noden in het Meetjesland. Het weekblad bleek echter geen groot succes en werd kort nadien weer opgedoekt.